# شبانه (نقاشی)

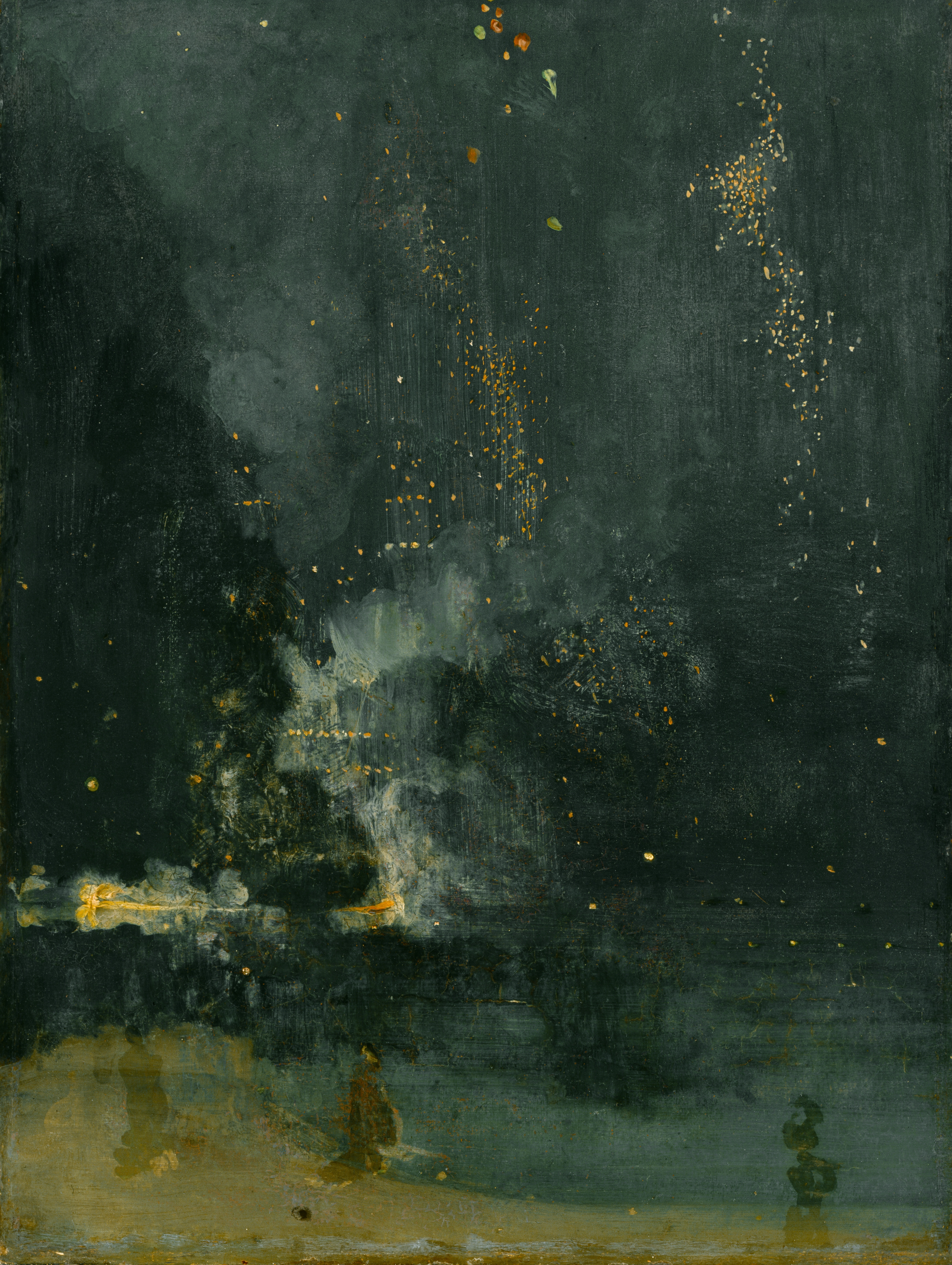
جیمز ابوت مک نیل ویسلر، شبانه سیاه و طلایی - موشک در حال سقوط، 1874

رامبراند، نگهبان شب یا گروهشبه‌نظامی کاپیتان فرانس بنینگ کوک، ۱۶۴۲، موزه ریکس، آمستردام

نقاشی شبانه اصطلاحی است که توسط جیمز ابوت مک‌نیل ویستلر برای توصیف یک سبک نقاشی که صحنه‌های تداعی‌کنندهٔ شب یا اجسام ظاهرشده در پرده‌ای از نور، در گرگ‌ومیش یا در غیاب نور مستقیم به تصویر می‌کشد، اختراع شد. در کاربرد گسترده‌تر، این اصطلاح به هر نقاشی از صحنه شب، یا قطعه شب، مانند دیده‌بان شب رامبراند اشاره دارد.
ویسلر از این اصطلاح در عنوان آثارش برای نشان‌دادن نقاشی‌هایی با «حال و هوای رؤیایی و متفکر» با استفاده از یک نام موسیقی استفاده کرد. او همچنین با استفاده از اصطلاحات مرتبط با موسیقی، مانند «سمفونی»، «هارمونی»، «مطالعه» یا «تنظیم»، برای تأکید بر کیفیت آهنگ و آهنگ‌سازی و بی‌توجهی به محتوای روایی، آثار را عنوان کرد (و عناوین دوباره داد). استفاده از اصطلاح «شبانه» را می‌توان با جنبش تونالیسم آمریکایی در اواخر قرن ۱۹ و اوایل قرن ۲۰ مرتبط کرد که «با نور ملایم و منتشر، تناژ خاموش و اشیاء طرح‌دار مه‌آلود مشخص می‌شود، که همهٔ آن‌ها آثار را با یک حس روحیهٔ قوی آغشته می‌کنند.» در کنار صحنه‌های زمستانی، شب‌گردی‌ها موضوع رایج تونالیست‌ها بودند. فردریک رمینگتون نیز از این اصطلاح برای صحنه‌های شبانهٔ خود از غرب قدیمی آمریکا استفاده کرده‌است.

## شب‌های رامبراند
در شمال اروپا، عصر طلایی هلند یکی از بزرگ‌ترین هنرمندان تمام دوران را به وجود آورد. اولین هنرمندی که به‌طور منظم صحنه‌ها را در حالت شبانه نقاشی کرد، رامبراند ون راین (۱۶۰۶–۱۶۶۹) بود. بسیاری از پرتره‌های او نیز با استفاده از روش شبانه نقاشی شده‌اند. همان‌طور که در آسیاب (۱۶۴۵)، بیشتر مناظر او برای برانگیختن حس شبانه نقاشی شده‌اند، که می‌تواند به صورت آرام یا طوفانی بیان شود.

### صحنه‌های شب از رامبراند

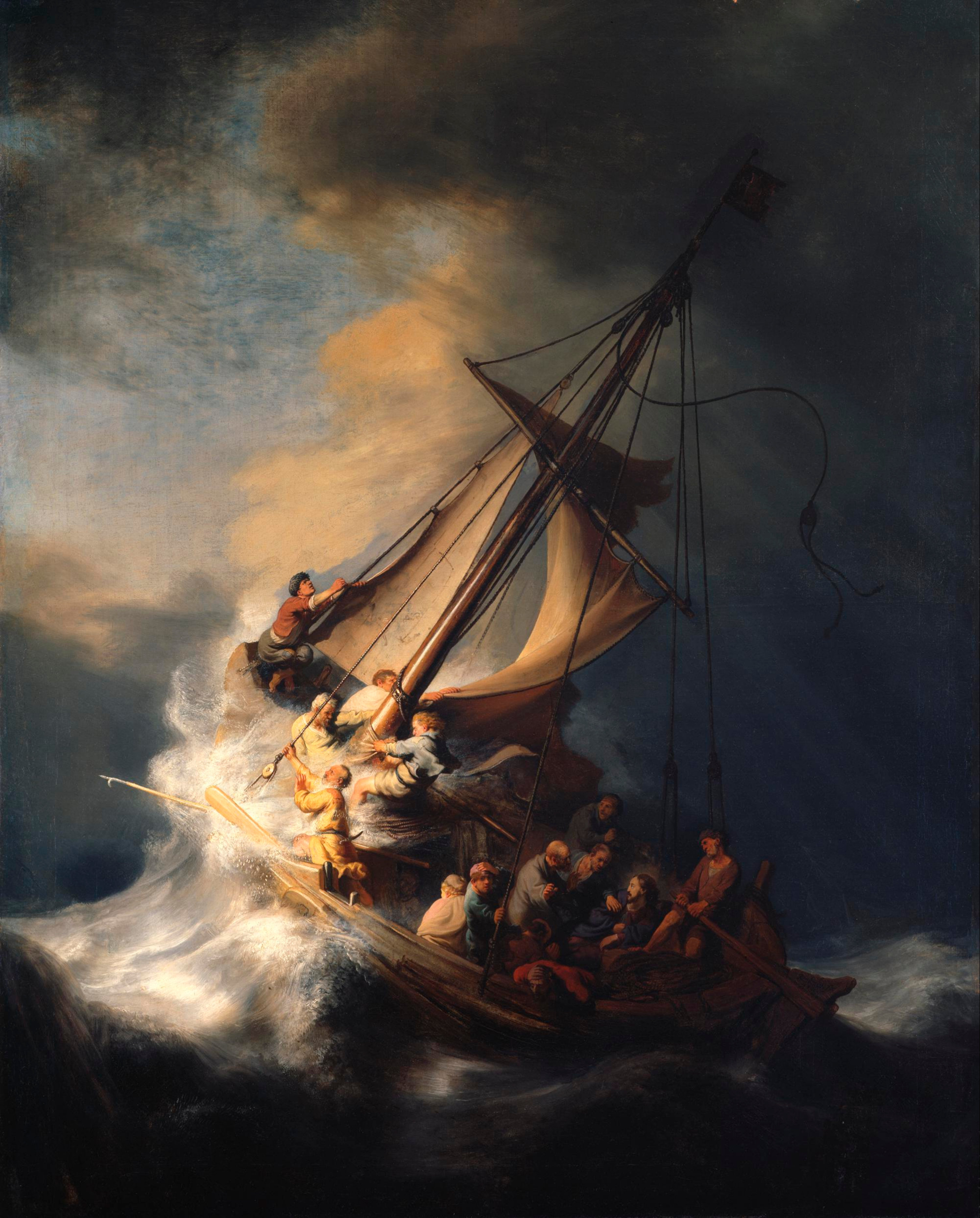
مسیح در طوفان در دریای گالیله ، ۱۶۳۳، صحنهٔ شبانه‌ای را به تصویر می‌کشد که حس خطر را برمی‌انگیزد.
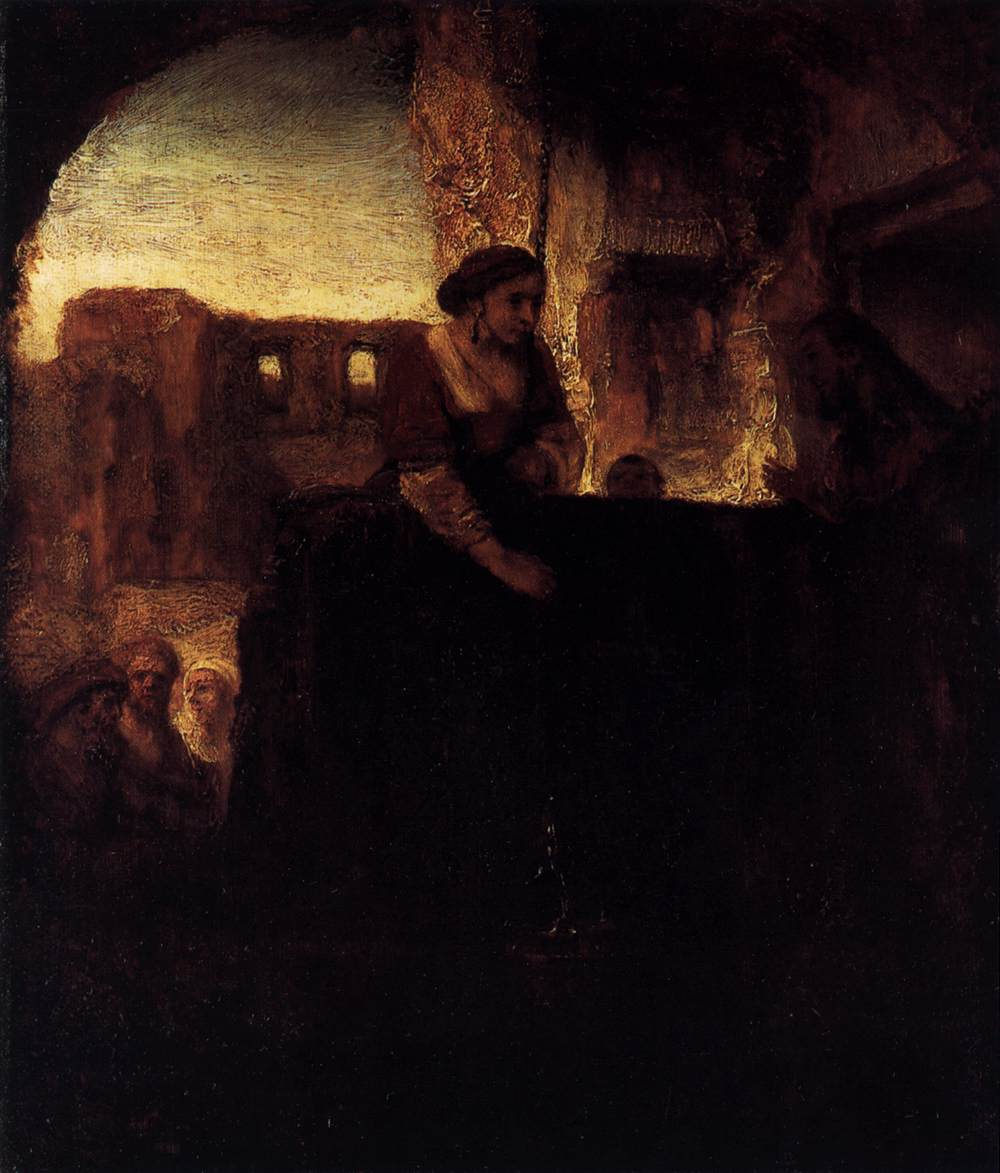
مسیح و زن سامره، ۱۶۵۹،
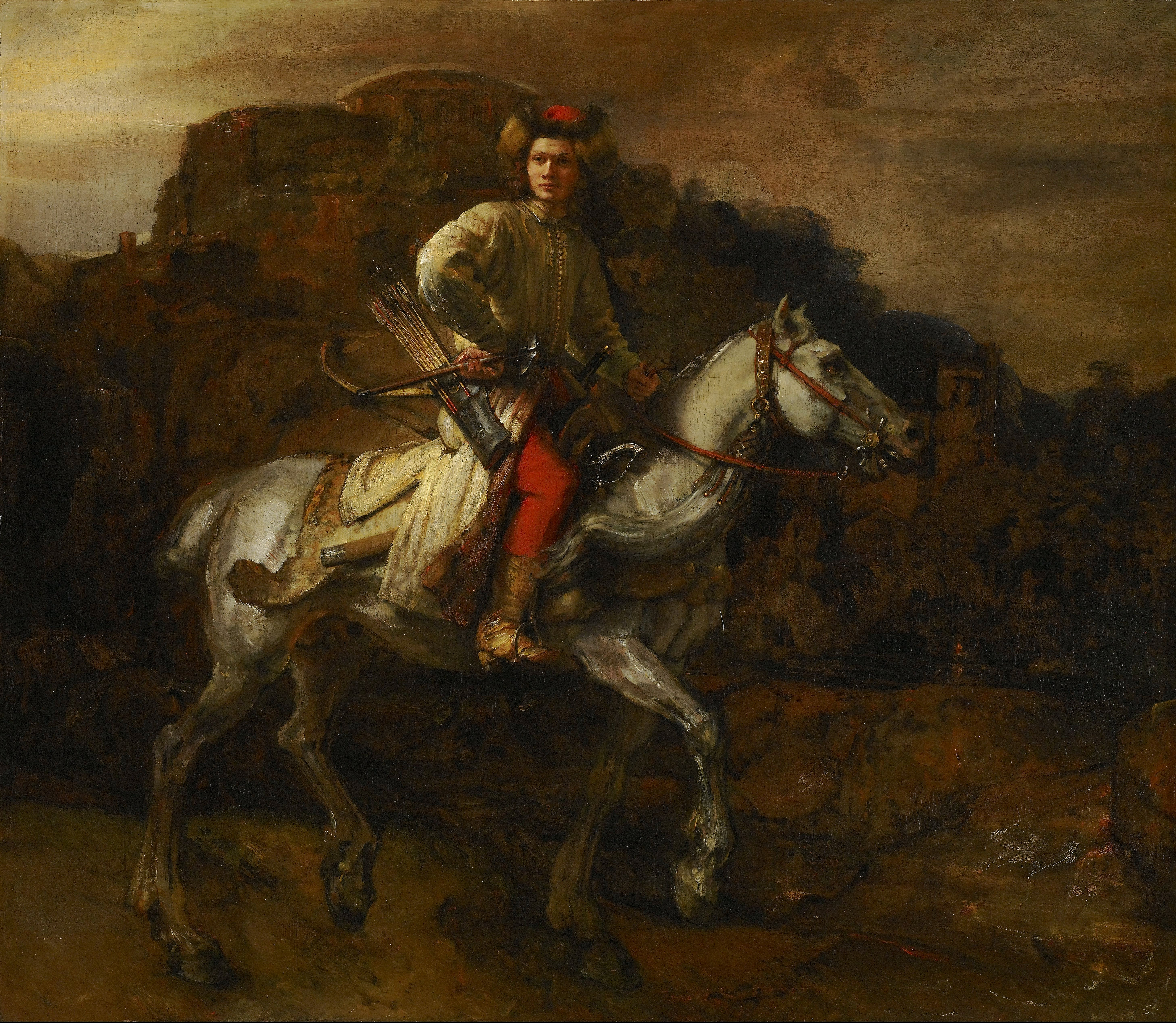
سوار لهستانی، 1655

## شبانه‌ها اثر جیمز ابوت مک نیل ویستلر

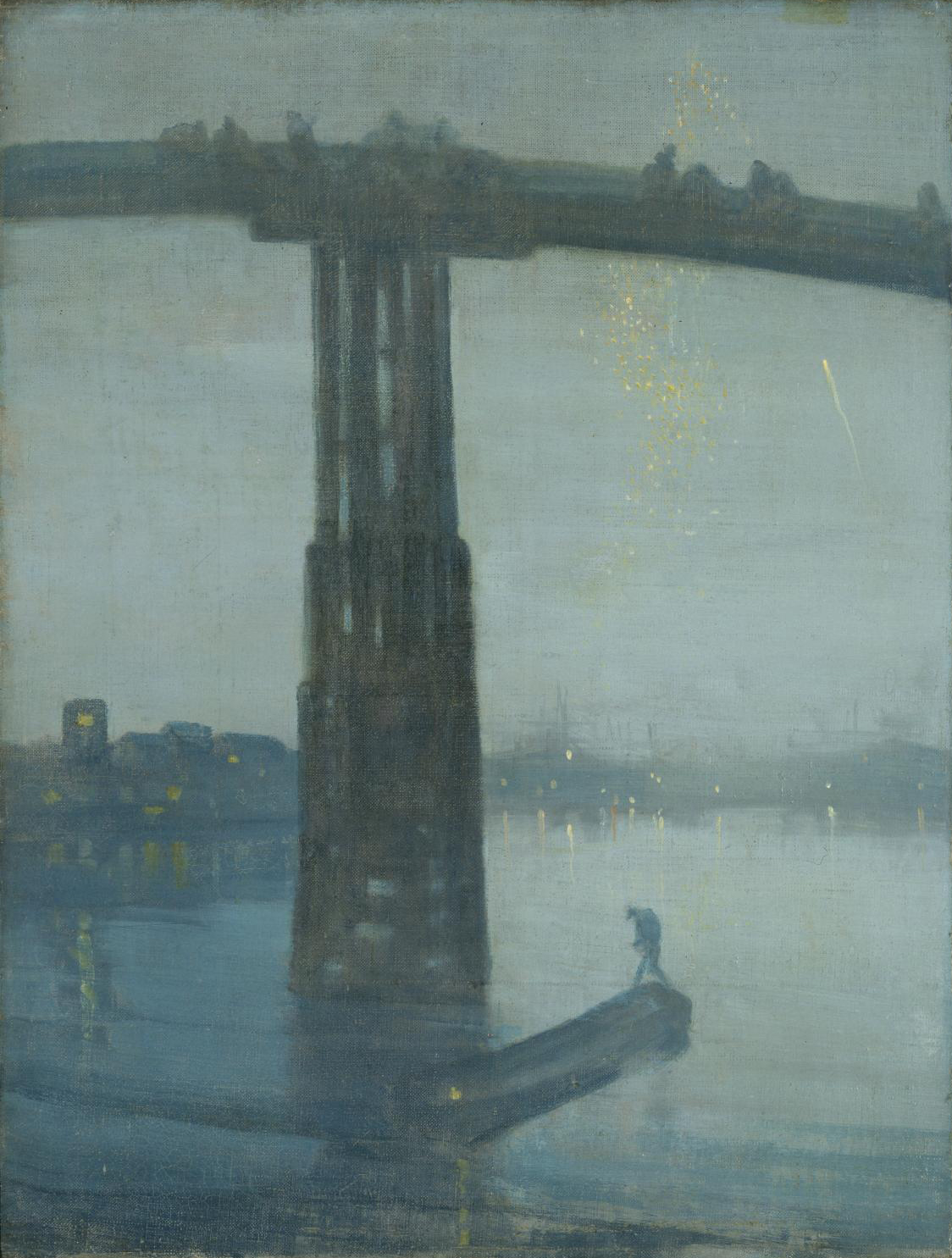
جیمز ابوت مک نیل ویسلر، شبانه آبی و طلایی: پل قدیمی باترسی، c. 1872-1875

قبل از آن‌که ویستلر (۱۸۳۴–۱۹۰۳)، با الهام از زبان موسیقی، شروع به استفاده از این کلمه در عنوان‌های بسیاری از آثار خود کند، «شبانه» اصطلاحی بود که معمولاً به انواع خاصی از آهنگ‌های موسیقی گفته می‌شد، مانند شبانه آبی و نقره ای (۱۸۷۱)، در مجموعه گالری تیت، لندن، انگلستان.

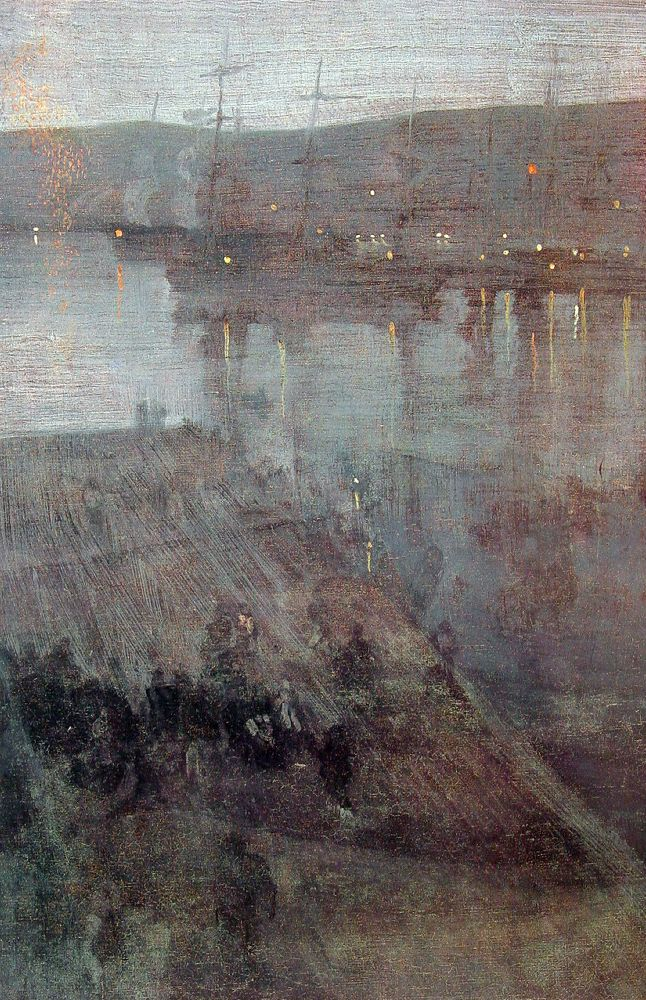
شبانه آبی و طلایی: خلیج والپارایسو، ۱۸۶۶
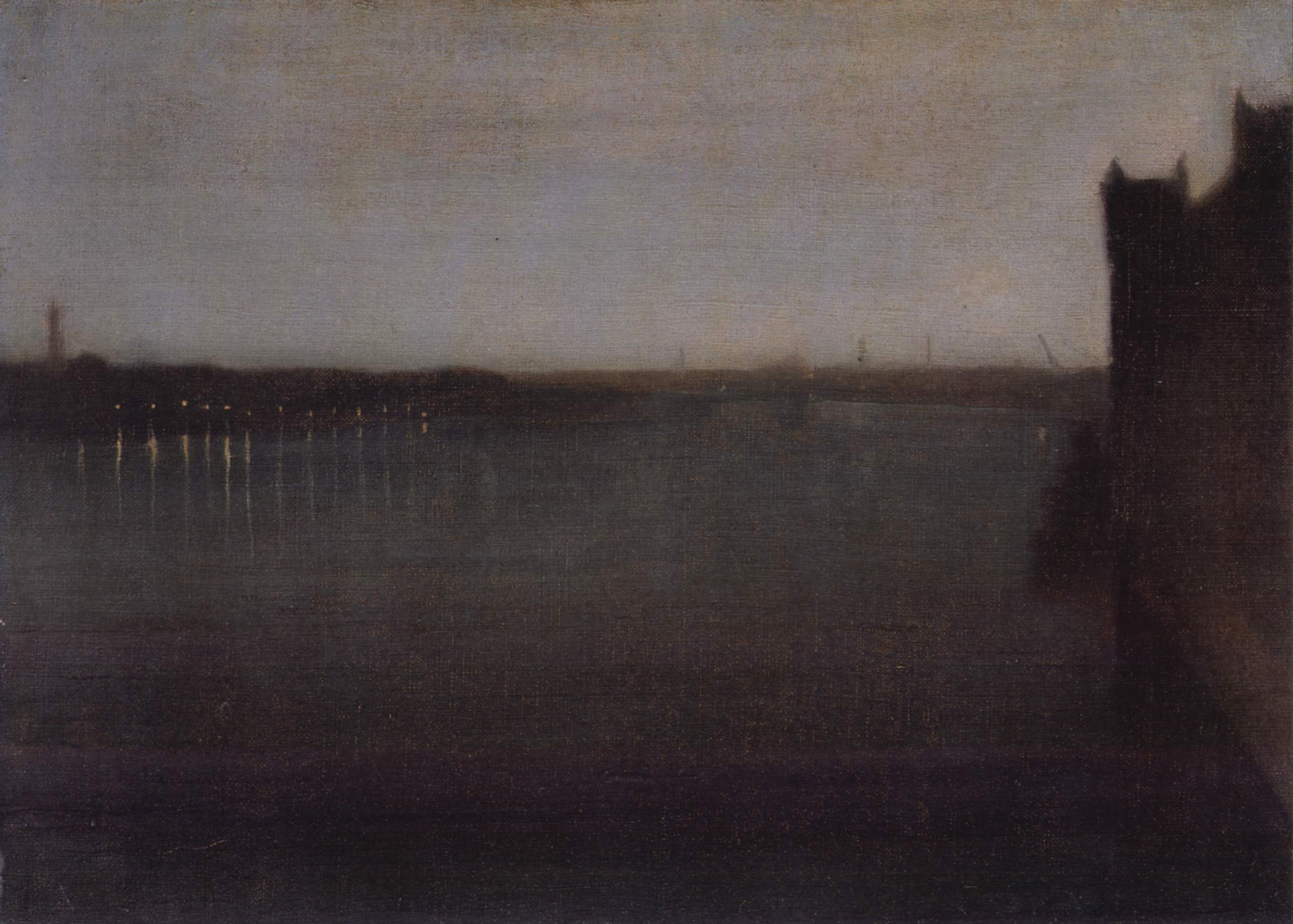
شبگردی در خاکستری و طلایی، پل وست مینستر، ج. ۱۸۷۱-۱۸۷۴
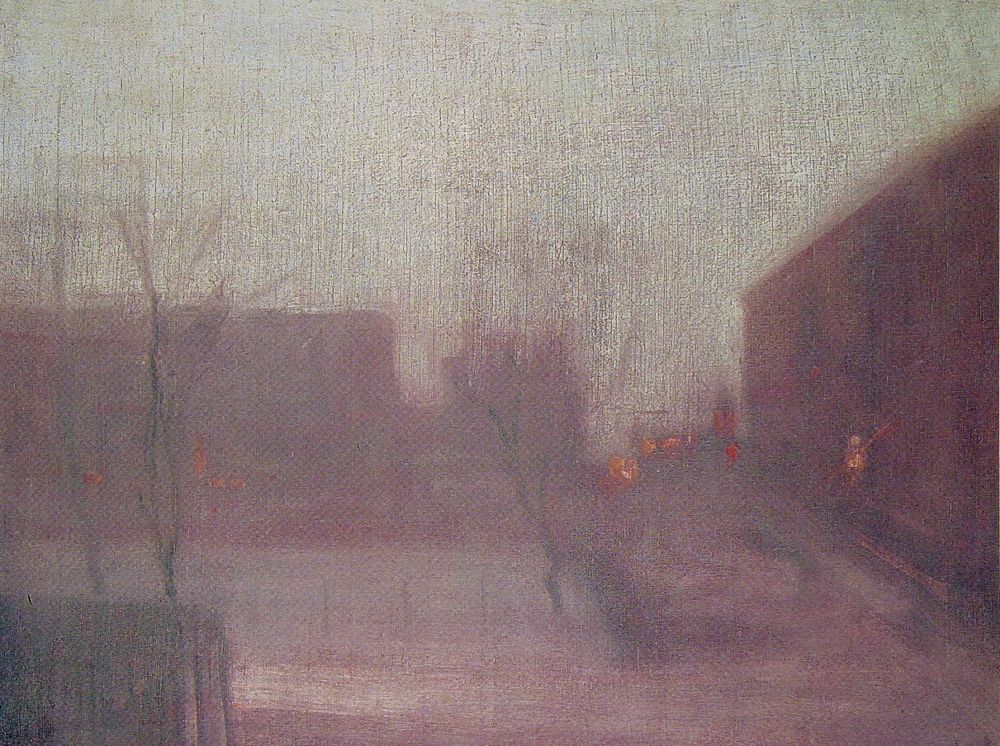
شبانه میدان ترافالگار برف چلسی، ۱۸۷۶
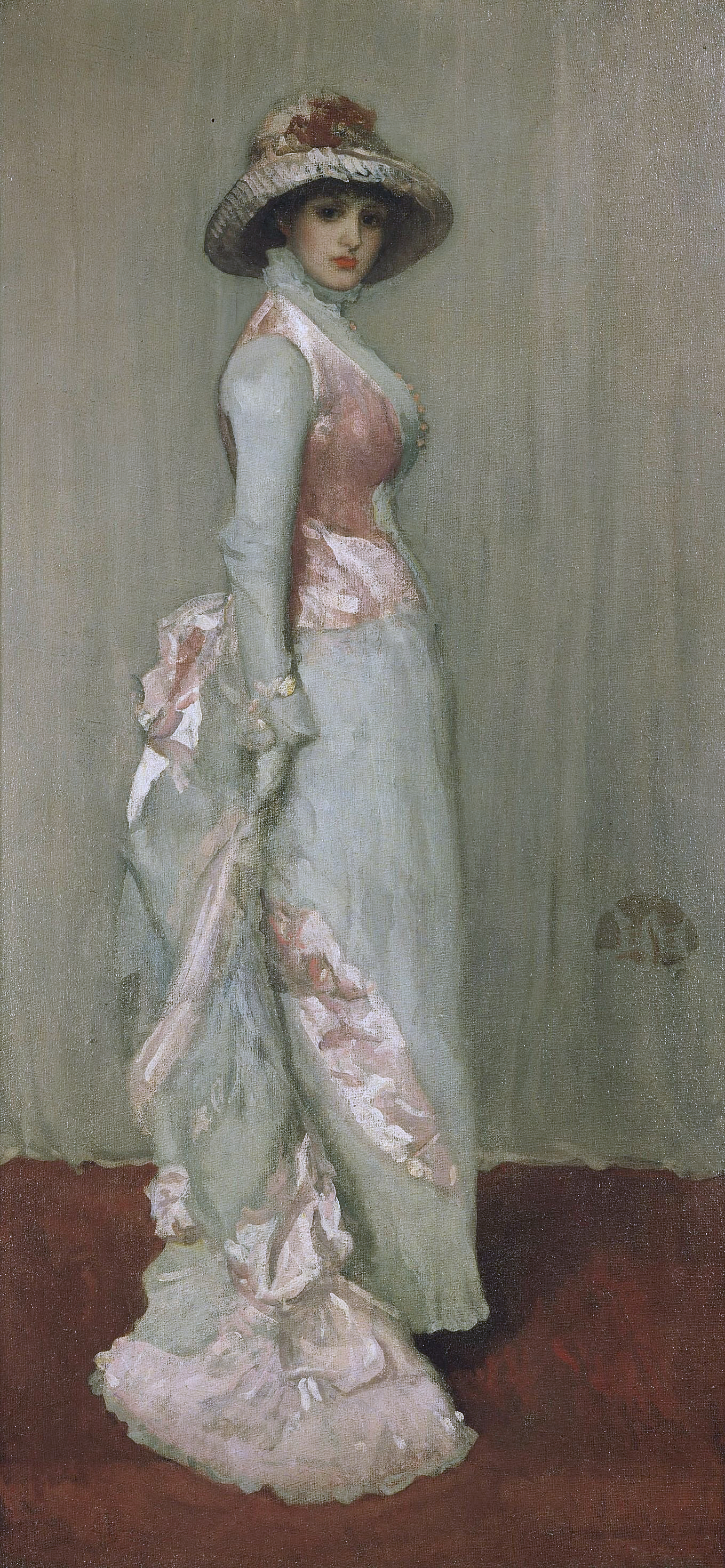
شبانه در صورتی و خاکستری، پرتره لیدی میکس، ۱۸۸۱-۱۸۸۲

فردریک رمینگتون، غروب آفتاب در دشت، ۱۹۰۵–۱۹۰۶، نماینده سبک امپرسیونیستی اواخر او است. این نقاشی در مجموعه موزه وست پوینت، آکادمی نظامی ایالات متحده، نیویورک است.

نقاشی‌های تصویرشده در گالری زیر به ترتیب تاریخ تکمیل، از چپ به راست هستند:

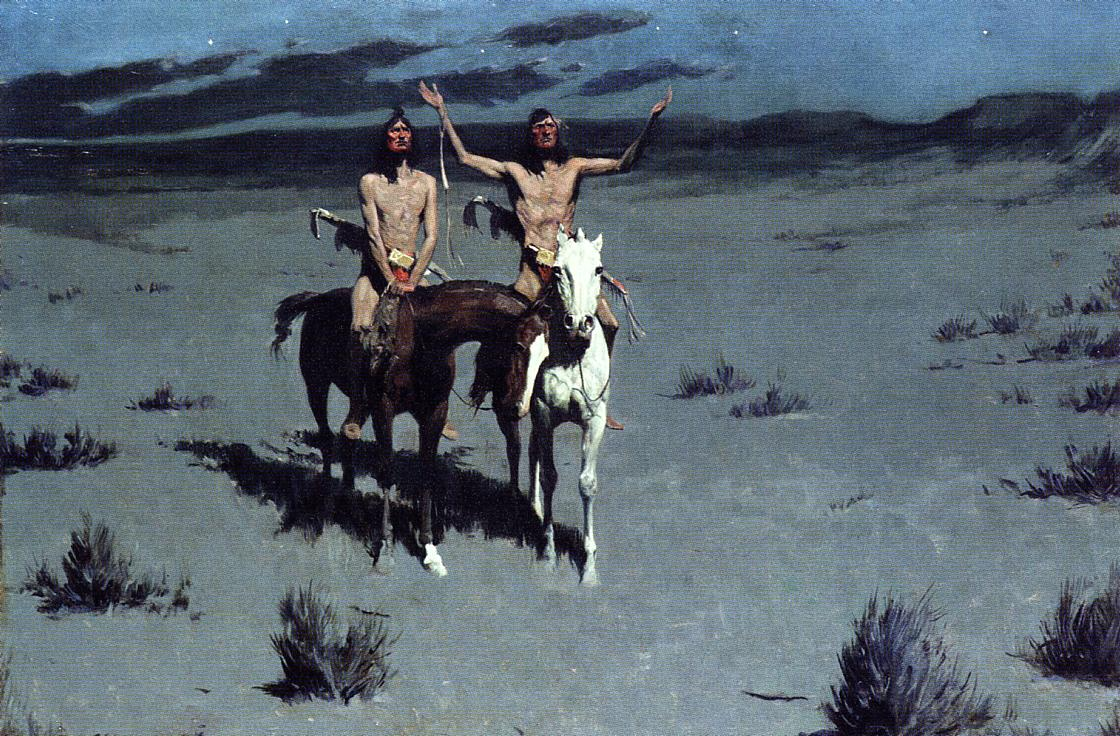
مادر زیبای شب - سمور سفید دیگر پسر نیست c. 1900، مجموعه خصوصی
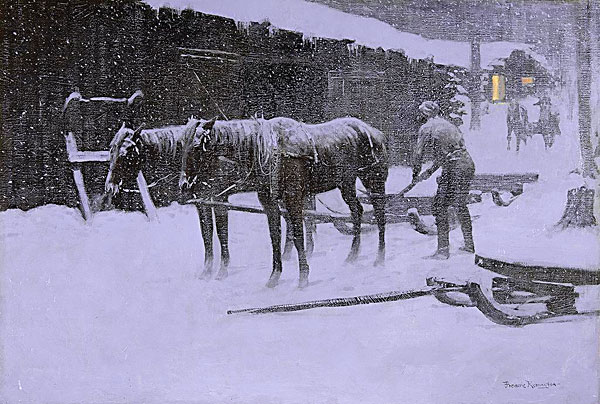
پایان روز ج. ۱۹۰۴، موزه هنر فردریک رمینگتون، اوگدنزبورگ، نیویورک
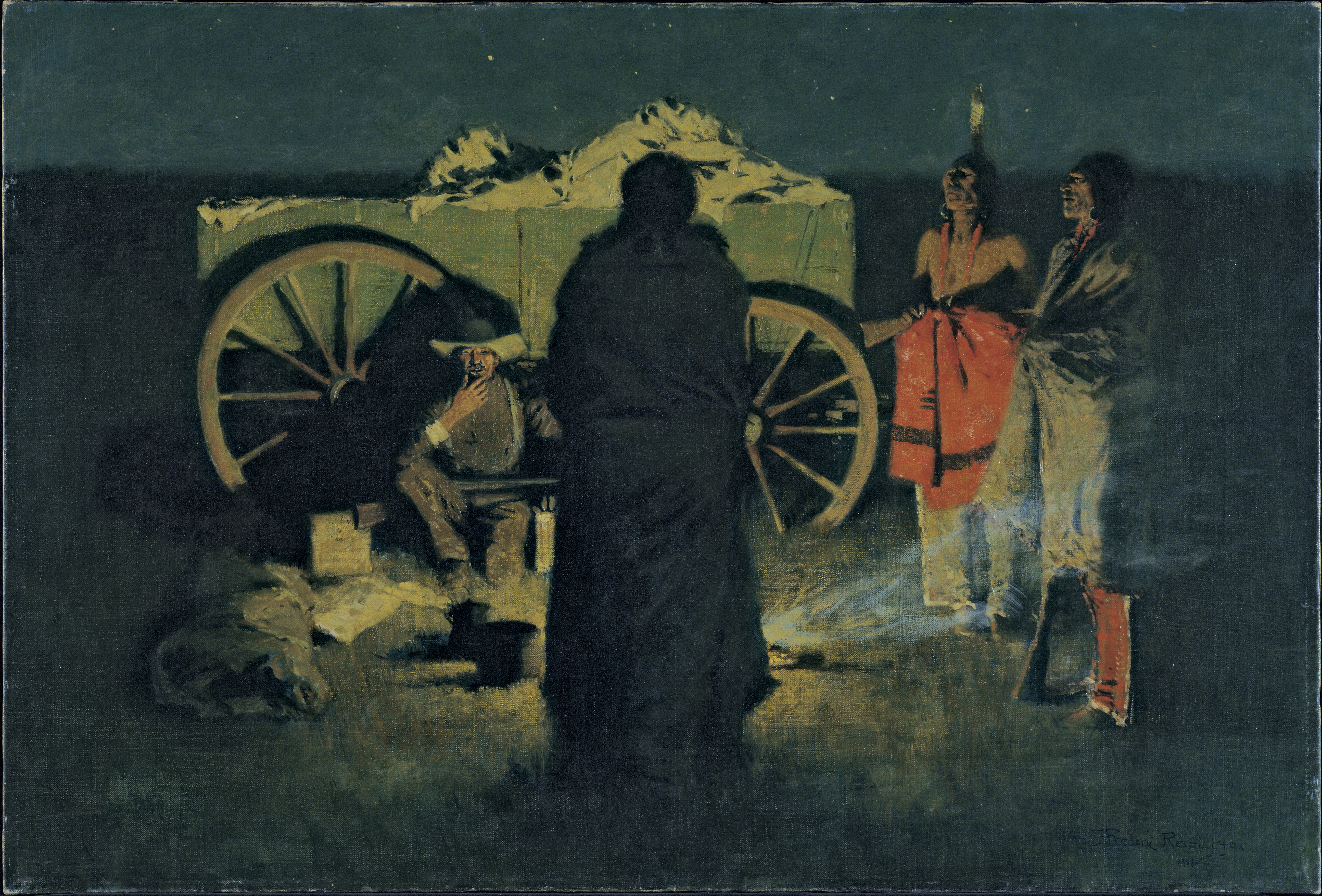
Shotgun Hospitality 1908، موزه هنر هود، کالج دارتموث، هانوفر، نیوهمپشایر
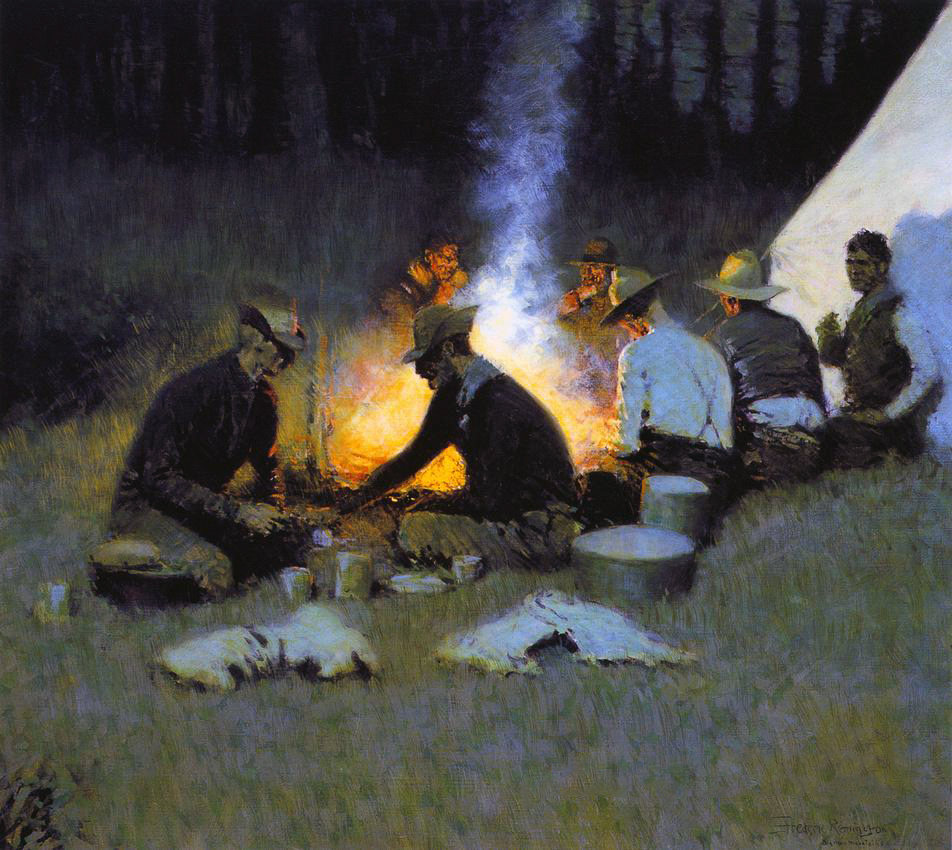
شام شکارچیان ج. ۱۹۰۹، موزه ملی کابوی و میراث غربی، اوکلاهما سیتی، اوکلاهما
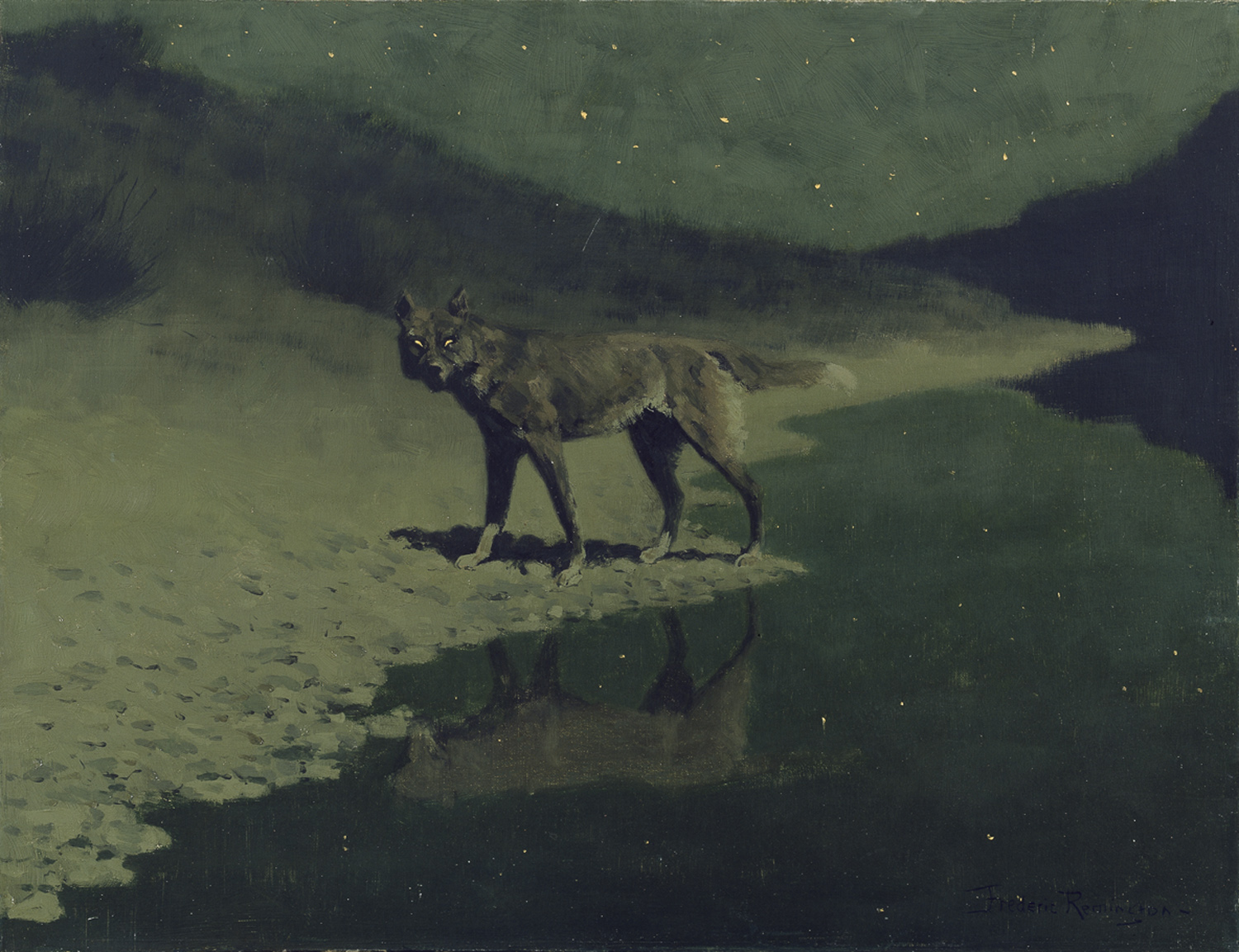
مهتاب گرگ ج. ۱۹۰۹، گالری ادیسون هنر آمریکایی، آندوور، ماساچوست

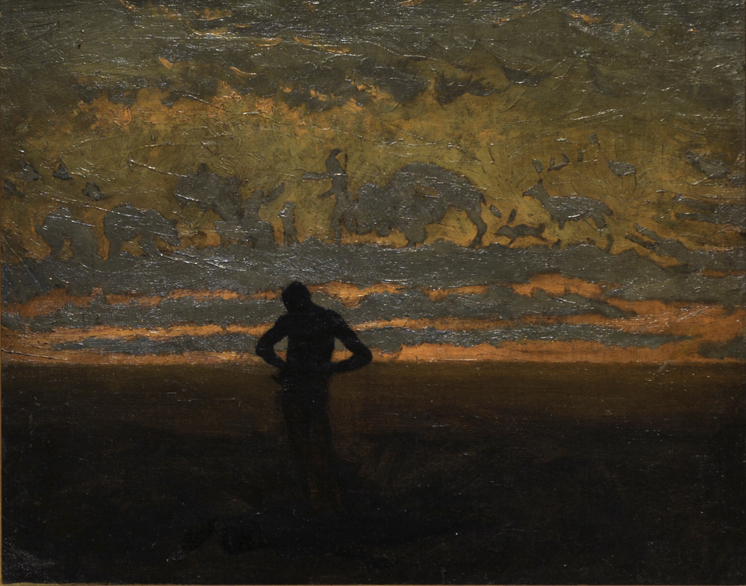
توماس ایکینز، هیوااتا، 1870.

رابرت هنری، برفی در نیویورک ۱۹۰۲، نمونه ای از یک شب شهری توسط یک رئالیست آمریکایی، گالری ملی هنر، واشینگتن دی سی است.

## صحنه‌های شبانه توسط امپرسیونیست‌های آمریکایی و دیگر رئالیست‌های آمریکایی

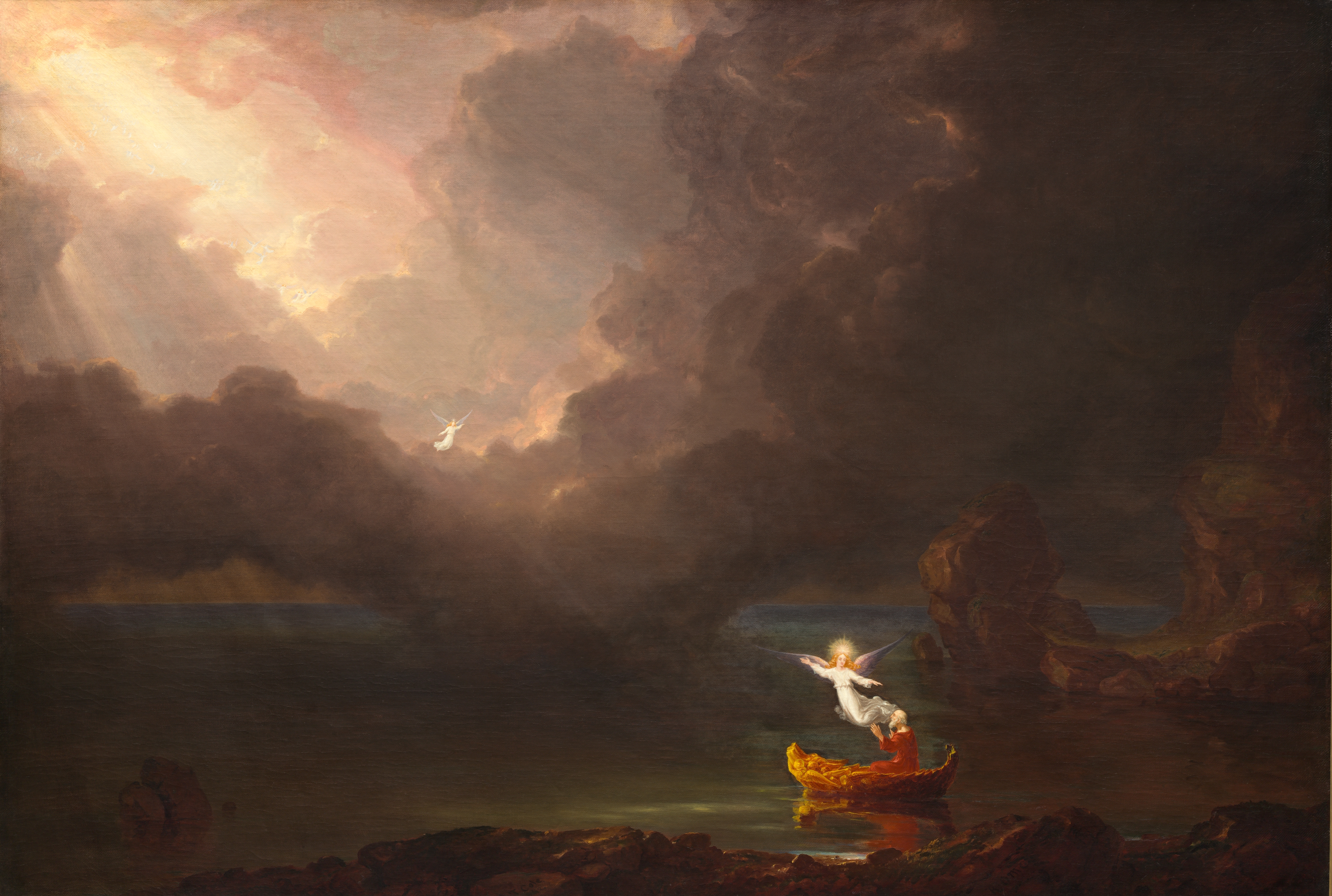
توماس کول، سفر زندگی، پیری، ۱۸۴۲، گالری ملی هنر

### صحنه‌های شب توسط امپرسیونیست‌های آمریکایی و رئالیست‌های آمریکایی

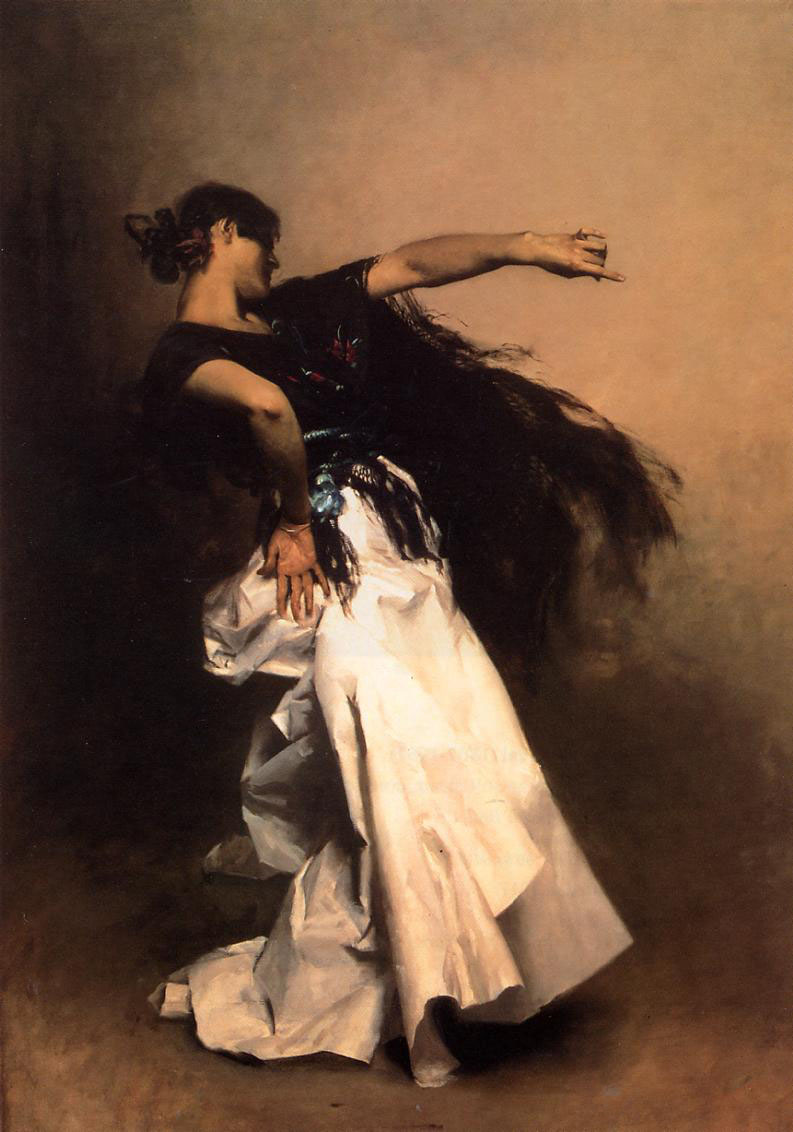
جان سینگر سارجنت، رقصنده اسپانیایی، ۱۸۷۹-۱۸۸۰، انجمن اسپانیایی آمریکا، نیویورک
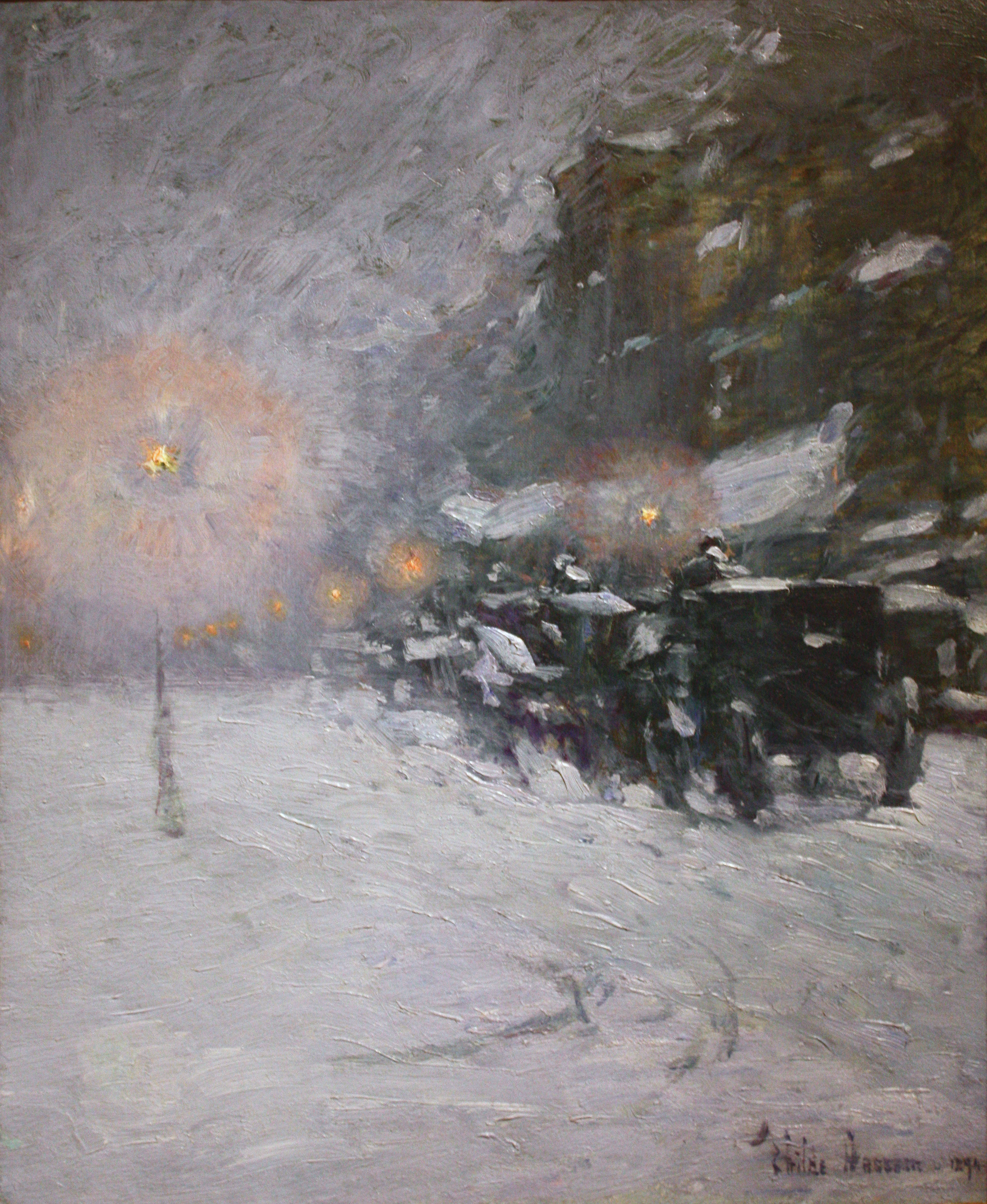
چایلد حسام، زمستان، نیمه شب، ۱۸۹۴
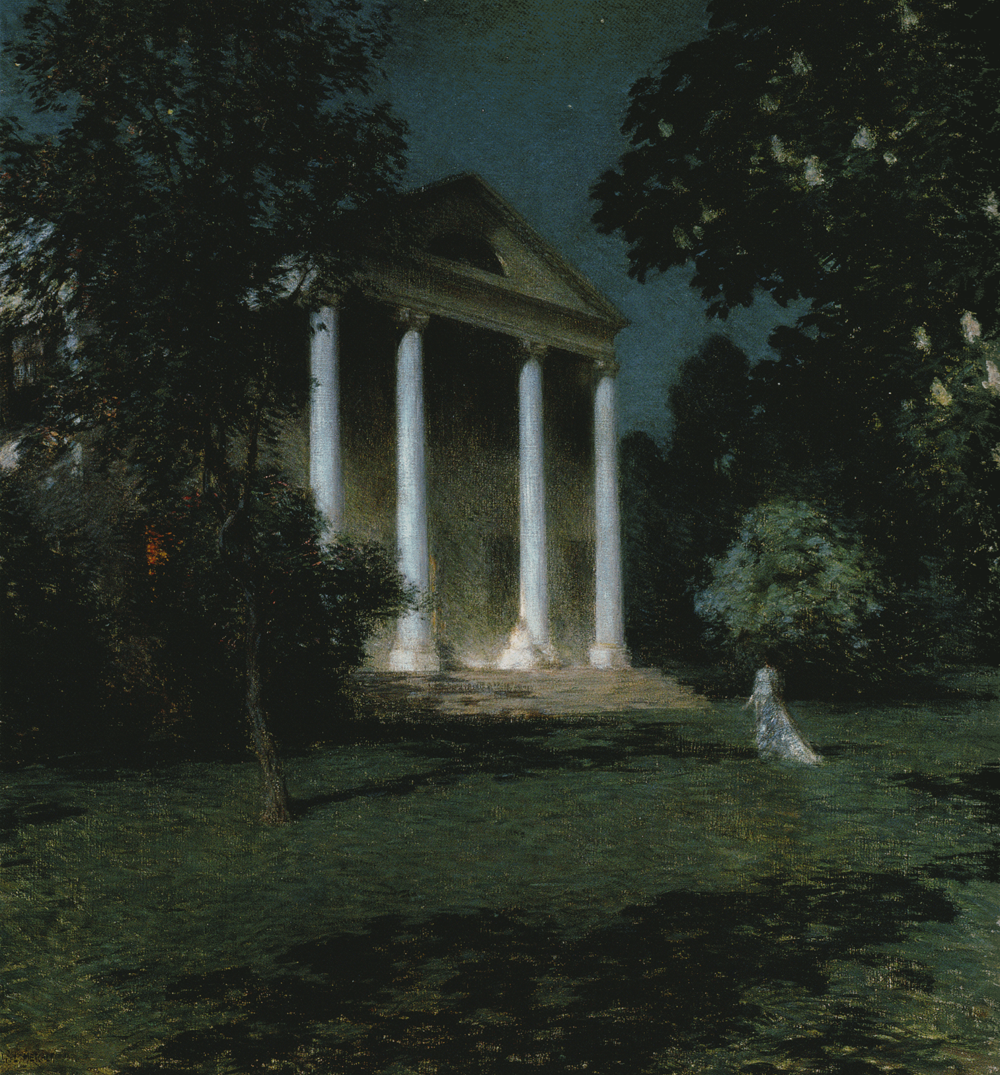
ویلارد متکالف، شب می ۱۹۰۶، گالری هنر کورکوران
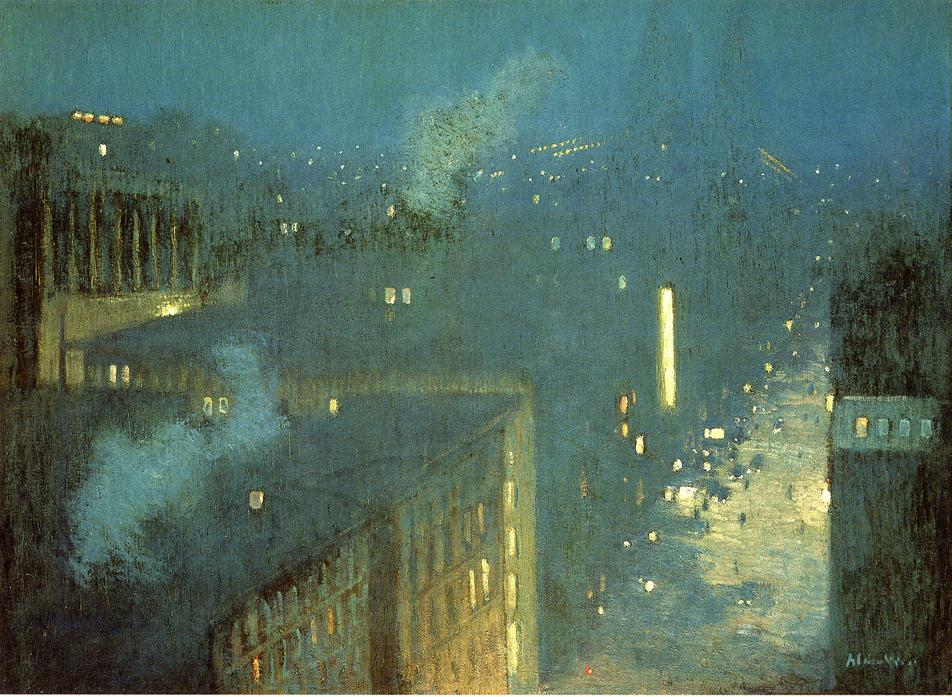
جی آلدن ویر، پل شبانه با نام مستعار پل کوئینزبورو، ۱۹۱۰، موزه هیرشهورن و باغ مجسمه

## صحنه‌های شبانه توسط هنرمندان دیگر جنبش‌ها

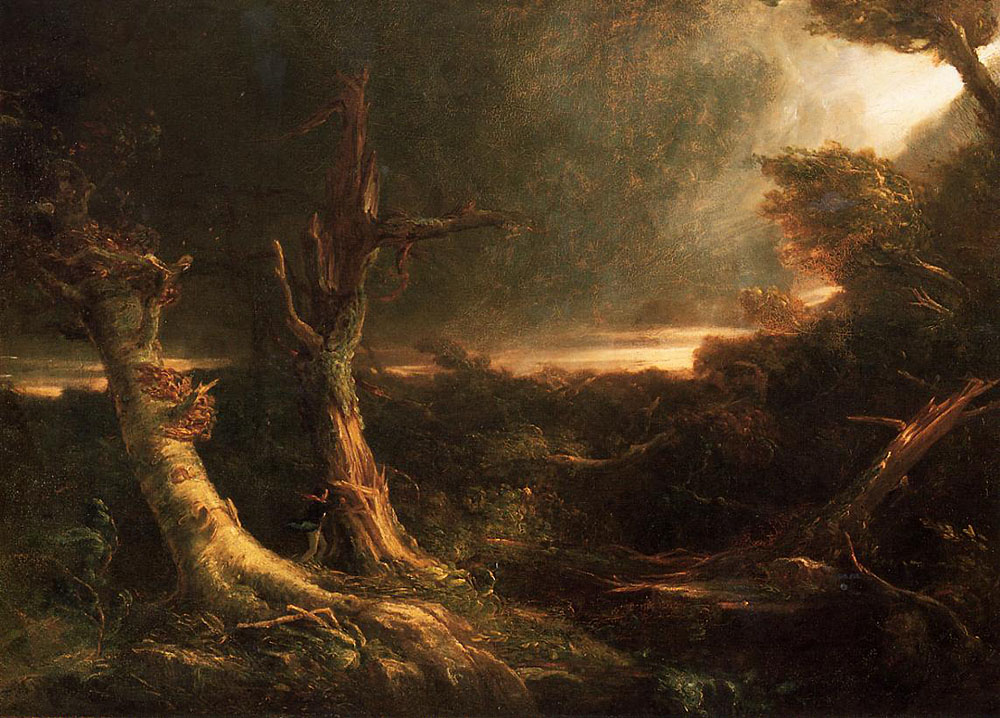
توماس کول، تورنادو ۱۸۳۵. بنیان‌گذار گروه نقاشان رودخانه هادسون در سال ۱۸۲۵، که تا دهه ۱۸۷۰ بر جنبش منظره در آمریکا مسلط بود.

هنرمندان دیگری که صحنه‌های شبانه را خلق کرده‌اند عبارت‌اند از:
- یاکوب ون رویسدیل (۱۶۲۸–۱۶۸۲)، <i id="mwAUA">منظره با کلیسا</i> (حدود ۱۶۶۰)]
- Jacob van Ruisdael, <i id="mwAUM">Landscape</i> (حدود ۱۶۶۵)
- آگوستوس لئوپولد اگ (۱۸۱۶–۱۸۶۳)، <i id="mwAUc">گذشته و حال شماره سه</i> (حدود ۱۸۵۳)]
- جان لافارگ (۱۸۳۵–۱۹۲۰)، بانوی شالوت (۱۸۶۲)
- ادگار دگا (۱۸۳۴–۱۹۱۷)، <i id="mwAU4">داخلی</i> (ملقب به <i id="mwAU8">تجاوز جنسی</i>) (۱۸۶۸–۶۹)، موزه هنر فیلادلفیا[۱۶]
- ونسان ون گوگ (۱۸۵۳–۱۸۹۰)، شب پرستاره بر فراز رون (۱۸۸۸)

## برای مطالعهٔ بیشتر
- هولدن، دونالد. Whistler: مناظر و مناظر دریایی. لیک وود، نیوجرسی: انتشارات واتسون-گوپتیل، ۱۹۸۴.
- اندرسون، نانسی با الکساندر نمروف و ویلیام شارپ. فردریک رمینگتون: رنگ شب. واشینگتن دی سی: گالری ملی هنر، ۲۰۰۳.
- شارپ، ویلیام سی. نیویورک شبانه: شهر پس از تاریکی در ادبیات، نقاشی و عکاسی، ۱۸۵۰–۱۹۵۰. پرینستون، نیوجرسی: انتشارات دانشگاه پرینستون، ۲۰۰۸.
- سیمپسون، مارک و دیگران. مانند نفس روی شیشه: ویسلر، اینس، و هنر نقاشی نرم. ویلیامزتاون، ماساچوست: مؤسسه هنری استرلینگ و فرانسین کلارک، ۲۰۰۸ (چاپ شده توسط انتشارات دانشگاه ییل).